# Sommer-Paralympics 2012/7er-Fußball
Bei den Sommer-Paralympics 2012 in London wurde in einem Wettbewerb im 7er-Fußball eine Goldmedaille vergeben. Die Entscheidungen fielen zwischen dem 1. und dem 9. September 2012. Der Spielort war die Riverbank Arena, auf der auch die Hockeyturniere der Olympischen Sommerspiele 2012 stattfanden.

## Qualifikation
| Turnier                                                                                        | Datum                   | Austragungsort                  | Anzahl | Teilnehmer                                          |
| ---------------------------------------------------------------------------------------------- | ----------------------- | ------------------------------- | ------ | --------------------------------------------------- |
| Gastgeber                                                                                      | Gastgeber               | Gastgeber                       | 1      | Vereinigtes Königreich                              |
| CPISRA 7er-Fußball-Europameisterschaft 2010                                                    | 15. – 28. August 2010   | Glasgow, Vereinigtes Königreich | 1      | Ukraine                                             |
| Para-Asienspiele 2010                                                                          | 12. – 19. Dezember 2010 | Guangzhou, Chile                | 1      | Iran                                                |
| Parapan-Amerikaspiele 2010                                                                     | 17. – 27. Oktober 2010  | Buenos Aires, Argentinien       | 1      | Brasilien                                           |
| CPISRA 7er-Fußball-Weltmeisterschaft 2011 (Top 4, die bis dato noch nicht qualifiziert waren.) | 17. Juni – 1. Juli 2011 | Drenthe, Niederlande            | 4      | Russland Niederlande Argentinien Vereinigte Staaten |

## Regelwerk und Modus

### Regelwerk
7er-Fußball wird mit modifizierten FIFA Regeln gespielt. Die Unterschiede bestehen darin, dass man mit sieben Spielern auf dem Feld steht, es gibt kein Abseits, das Spielfeld ist kleiner und man darf mit einer Hand einwerfen. Das Spiel dauert zweimal 30 Minuten mit einer 15-minütigen Pause.

### Spielmodus
Die Mannschaften starteten zunächst mit einer Gruppenphase mit zwei Gruppen, in der jeder gegen jeden spielte. Anschließend kamen die Gewinner und die Zweiten jeder Gruppe weiter und spielten im K.-o.-System gegeneinander.
Die übrigen Mannschaften spielten um die Plätze 5 bis 8.

### Klassifizierung
In jedem Spiel treten zwei Mannschaften mit je 6 Feldspielern, einem Torwart und drei Auswechselspieler an. Alle Spieler gehören zu den Behindertenklassen C5 bis C8, die durch Gehschwierigkeiten und Lähmungen charakterisiert sind. Wenn nicht mindestens ein Spieler der Klasse C5 oder C6 auf dem Feld steht, muss die Mannschaft mit 6 Spielern spielen. Außerdem dürfen nicht mehr als drei C8-Spieler pro Mannschaft sich gleichzeitig auf dem Feld befinden. Ein Spiel besteht aus zwei Halbzeiten zu je 30 Minuten. Kommt es nach 60 Minuten zu einem Gleichstand, obwohl ein Sieger zwingend ermittelt werden muss, folgen zwei Verlängerungen zu je 10 Minuten. Steht es nach der Verlängerung immer noch unentschieden, folgt ein Strafstoßschießen.

## Vorrunde

### Gruppe A
| Pl. | Land        | Sp. | S | U | N | Tore    | Diff. | Punkte |
| --- | ----------- | --- | - | - | - | ------- | ----- | ------ |
| 1. | Russland    | 3   | 3 | 0 | 0 | 019:100 | +18   | 09     |
| 2. | Iran        | 3   | 2 | 0 | 1 | 013:500 | +8    | 06     |
| 3. | Niederlande | 3   | 1 | 0 | 2 | 005:130 | −8    | 03     |
| 4. | Argentinien | 3   | 0 | 0 | 3 | 002:200 | −18   | 0      |
| Stand: 5. September 2012 Abkürzungen: Pl. = Platz, Sp = Spiele, S = Siege, U = Unentschieden, N = Niederlagen Erläuterungen: Spiele um den 1. bis 4. Platz, Spiele um den 5. bis 8. Platz |             |     |   |   |   |         |       |        |

| |   |             |                   |
| Sa., 1. September 2012, 9:00 Uhr (10:00 Uhr MESZ) in der Riverbank Arena |   |             |                   |
| Russland | – | Argentinien | 8:0 (3:0) Bericht |
| Tore: 1:0 Kuligin (9.), 2:0 Murvanadze (21.), 3:0 Murvanadze (30.), 4:0 Ramonov (35.), 5:0 Kuvaev (38.), 6:0 Kuligin (49.), 7:0 Larionov (54.), 8:0 Kuvaev (58.)                                                  |   |             |                   |
| Sa., 1. September 2012, 11:15 Uhr (12:15 Uhr MESZ) in der Riverbank Arena |   |             |                   |
| Niederlande | – | Iran        | 1:4 (0:3) Bericht |
| Tore: 0:1) Mehri (4., 0:2 Akbari (27.), 0:3 Karimizadeh (30.), 1:3 Straatman (52.), 1:4 Ansari (60.+6') |   |             |                   |
| Mo., 3. September 2012, 14:00 Uhr (15:00 Uhr MESZ) in der Riverbank Arena |   |             |                   |
| Argentinien | – | Iran        | 1:8 (0:6) Bericht |
| Tore: 0:1 Gholamhosseinpour (2.), 0:2 Mehri (6.), 0:3 Atashafrouz (13.), 0:4 Atashafrouz (14.), 0:5 Bakhshi (18.), 0:6 Heidari (29.), 1:6 Fernández Romano (47.), 1:7 Mehri (58.), 1:8 Gholamhosseinpour (60.+3') |   |             |                   |
| Mo., 3. September 2012, 16:15 Uhr (17:15 Uhr MESZ) in der Riverbank Arena |   |             |                   |
| Russland | – | Niederlande | 8:0 (2:0) Bericht |
| Tore:1:0 Larionov (23.), 2:0 Ramonov (30.), 3:0 Van Altena ([Eigentor]) (34.), 4:0 Murvanadze (36.), 5:0 Murvanadze (39.), 6:0 Ramonov (50.), 7:0 Ramonov (54.), 8:0 Potekhin (60.+3')                            |   |             |                   |
| Mi., 5. September 2012, 9:00 Uhr (10:00 Uhr MESZ) in der Riverbank Arena |   |             |                   |
| Iran | – | Russland    | 1:3 (0:1) Bericht |
| Tore: 0:1 Kuligin (18.), 1:1 Mehri ([Elfmeter]) (36.), 1:2 Larionov (37.), 1:3 Ramonov (46.) |   |             |                   |
| Mi., 5. September 2012, 11:15 Uhr (12:15 Uhr MESZ) in der Riverbank Arena |   |             |                   |
| Argentinien | – | Niederlande | 1:4 (1:2) Bericht |
| Tore: 1:0 Morana (6.), 1:1 Lokhoff (11.), 1:2 Visker (19.), 1:3 Visker (45.), 1:4 Lokhoff (54.) |   |             |                   |

### Gruppe B
| Pl. | Land                   | Sp. | S | U | N | Tore    | Diff. | Punkte |
| --- | ---------------------- | --- | - | - | - | ------- | ----- | ------ |
| 1. | Ukraine                | 3   | 2 | 1 | 0 | 017:200 | +15   | 07     |
| 2. | Brasilien              | 3   | 2 | 1 | 0 | 012:100 | +11   | 07     |
| 3. | Vereinigtes Königreich | 3   | 1 | 0 | 2 | 005:100 | −5    | 03     |
| 4. | Vereinigte Staaten     | 3   | 0 | 0 | 3 | 000:210 | −21   | 0      |
| Stand: 5. September 2012 Abkürzungen: Pl. = Platz, Sp = Spiele, S = Siege, U = Unentschieden, N = Niederlagen Erläuterungen: Spiele um den 1. bis 4. Platz, Spiele um den 5. bis 8. Platz |                        |     |   |   |   |         |       |        |

| |   |                    |                   |
| Sa., 1. September 2012, 14:00 Uhr (15:00 Uhr MESZ) in der Riverbank Arena |   |                    |                   |
| Ukraine | – | Vereinigte Staaten | 9:0 (5:0) Bericht |
| Tore: 1:0 Shkvarlo (1.), 2:0 Shkvarlo (7.), 3:0 Trushev (10.), 4:0 Shevchyk (16.), 5:0 Shevchyk (30.), 6:0 Dutko (32.), 7:0 Shevchyk (39.), 8:0 Shkvarlo (41.), 9:0 Shevchyk (48.) |   |                    |                   |
| Sa., 1. September 2012, 16:15 Uhr (17:15 Uhr MESZ) in der Riverbank Arena |   |                    |                   |
| Großbritannien | – | Brasilien          | 0:3 (0:3) Bericht |
| Tore: 0:1 Almeida (10.), 0:2 Silva (13.), 0:3 Dos Santos (24.) |   |                    |                   |
| Mo., 3. September 2012, 9:00 Uhr (10:00 Uhr MESZ) in der Riverbank Arena |   |                    |                   |
| Vereinigte Staaten | – | Brasilien          | 0:8 (0:3) Bericht |
| Tore: 0:1 Almeida (5.), 0:2 Almeida (19.), 0:3 Guimarães (20.), 0:4 da Silva (33.), 0:5 Guimarães (39.), 0:6 Tostes (49.), 0:7 da Silva (55.), Tostes (57.)                        |   |                    |                   |
| Mo., 3. September 2012, 11:15 Uhr (12:15 Uhr MESZ) in der Riverbank Arena |   |                    |                   |
| Ukraine | – | Großbritannien     | 7:1 (4:0) Bericht |
| Tore: 1:0 Antoniuk (1.), 2:0 Shevchyk (9.), 3:0 Shevchyk (10.), 4:0 Devlysh (15.), 4:1 Diallo (41.), 5:1 Antoniuk (47.), 6:1 Devlysh (54.), 7:1 Ponomaryov (58.)                   |   |                    |                   |
| Mi., 5. September 2012, 14:00 Uhr (15:00 Uhr MESZ) in der Riverbank Arena |   |                    |                   |
| Brasilien | – | Ukraine            | 1:1 (1:0) Bericht |
| Tore: 1:0 Dos Santos Ribeiro (9.), 1:1 Dotsenko (35.) |   |                    |                   |
| Mi., 5. September 2012, 16:15 Uhr (17:15 Uhr MESZ) in der Riverbank Arena |   |                    |                   |
| Vereinigte Staaten | – | Großbritannien     | 0:4 (0:1) Bericht |
| Tore: 0:1 Richmond (20.), 0:2 Fletcher (44.), 0:3 Diallo (53.), 0:4 Paterson (60.+2.)                                                                                              |   |                    |                   |

## Finalrunde

### Spiele um den 5. bis 8. Platz – Überblick
|  | Halbfinale             | Halbfinale        |                        |   | Spiel um den 5. Platz | Spiel um den 5. Platz |
|  |                        |                   |                        |   |                       |                       |
|  | Niederlande            | 5                 |                        |   |                       |                       |
|  | Vereinigte Staaten     | 0                 |                        |   |                       |                       |
|  | 7. September 2012      |                   |                        |   |                       |                       |
|  |                        |                   | 9. September 2012      |   |                       |                       |
|  | Niederlande            | 3                 |                        |   |                       |                       |
|  |                        | Argentinien       | 0                      |   |                       |                       |
|  |                        |                   |                        |   |                       |                       |
|  | Spiel um den 7. Platz  |                   |                        |   |                       |                       |
|  | 7. September 2012      | 7. September 2012 | Vereinigte Staaten     | 1 |                       |                       |
|  | Vereinigtes Königreich | 3                 | Vereinigtes Königreich | 3 |                       |                       |
|  | Argentinien            | 4                 |                        |   | 9. September 2012     | 9. September 2012     |

### Halbfinale
| |   |                    |                              |
| Fr., 7. September 2012 um 9:00 Uhr (10:00 Uhr MESZ) in der Riverbank Arena                                                                  |   |                    |                              |
| Niederlande | – | Vereinigte Staaten | 5:0 (1:0) Bericht            |
| Tore: 1:0 Straatman (16.), 2:0 Straatman (33.), 3:0 Visker (35.), 4:0 Swinkels (39., Elfmeter), >5:0 Kooij (59.)                            |   |                    |                              |
| Fr., 7. September 2012 um 11:30 Uhr (12:30 Uhr MESZ) in der Riverbank Arena                                                                 |   |                    |                              |
| Großbritannien | – | Argentinien        | 3:4 n. V. (2:2, 2:1) Bericht |
| Tore: 1:0 Diallo (14.), 1:1 Lugrin (29.), 2:1 Dimbylow (27.), 2:2 Vivot (40.), 2:3 Vivot (69.), 2:4 Vivot (73.), 3:4 Patrick-Heselton (78.) |   |                    |                              |

### Spiel um den 7. Platz
|                                                                                  |   |                |                              |
| So., 9. September 2012 um 8:30 Uhr (9:30 Uhr MESZ) in der Riverbank Arena        |   |                |                              |
| Vereinigte Staaten                                                               | – | Großbritannien | 1:3 n. V. (1:1, 1:1) Bericht |
| Tore: 1:0 Renteria (20.), 1:1 Barker (29.), 1:2 Diallo (70.), 1:3 Fletcher (74.) |   |                |                              |

### Spiel um den 5. Platz
|                                                                             |   |             |                   |
| So., 9. September 2012 um 11:00 Uhr (12:00 Uhr MESZ) in der Riverbank Arena |   |             |                   |
| Niederlande                                                                 | – | Argentinien | 3:0 (3:0) Bericht |
| Tore: 1:0 Visker (9.), Visker (12.), Visker (18.)                           |   |             |                   |

### Spiele um den 1. bis 4. Platz – Überblick
|  | Halbfinale            | Halbfinale        |                   |   | Spiel um den 1. Platz | Spiel um den 1. Platz |
|  |                       |                   |                   |   |                       |                       |
|  | Russland              | 3                 |                   |   |                       |                       |
|  | Brasilien             | 1                 |                   |   |                       |                       |
|  | 7. September 2012     |                   |                   |   |                       |                       |
|  |                       |                   | 9. September 2012 |   |                       |                       |
|  | Russland              | 1                 |                   |   |                       |                       |
|  |                       | Ukraine           | 0                 |   |                       |                       |
|  |                       |                   |                   |   |                       |                       |
|  | Spiel um den 3. Platz |                   |                   |   |                       |                       |
|  | 7. September 2012     | 7. September 2012 | Brasilien         | 0 |                       |                       |
|  | Ukraine               | 2                 | Iran              | 5 |                       |                       |
|  | Iran                  | 1                 |                   |   | 9. September 2012     | 9. September 2012     |

### Halbfinale
|                                                                                              |   |           |                   |
| Fr., 7. September 2012 um 14:00 Uhr (14:00 Uhr MESZ) in der Riverbank Arena                  |   |           |                   |
| Russland                                                                                     | – | Brasilien | 3:1 (1:1) Bericht |
| Tore: 1:0 Larionov (23.), 1:1 Silva de Oliveira (26.), 2:1 Potekhin (34.), 3:1 Kuligin (48.) |   |           |                   |
| Fr., 7. September 2012 um 17:30 Uhr (18:30 Uhr MESZ) in der Riverbank Arena                  |   |           |                   |
| Ukraine                                                                                      | – | Iran      | 2:1 (0:0) Bericht |
| Tore: 1:0 Dotsenko (37.), 1:1 Bakhshi (51.), 2:1 Shkvarlo (57.)                              |   |           |                   |

### Spiel um den 3. Platz
| |   |      |                   |
| So., 9. September 2012 um 13:30 Uhr (14:30 Uhr MESZ) in der Riverbank Arena                                |   |      |                   |
| Brasilien                                                                                                  | – | Iran | 0:5 (0:3) Bericht |
| Tore: 0:1 Atashafrouz (17.), 0:2 Mehri (20.), 0:3 Atashafrouz (23.), 0:4 Bakhshi (57.), 0:5 Mehri (60.+1') |   |      |                   |

### Finale
|                                                                             |   |         |                   |
| So., 9. September 2012 um 16:00 Uhr (17:00 Uhr MESZ) in der Riverbank Arena |   |         |                   |
| Russland                                                                    | – | Ukraine | 1:0 (0:0) Bericht |
| Tore: 1:0 Ramonov (44.)                                                     |   |         |                   |

## Medaillengewinner
| Gold Russland  | Aleksandr Lekov, Vladislav Raretckii, Aslanbek Sapiev, Alexei Tumakow, Lasha Murvanadze, Alexei Tschesmin, Ivan Potekhin (Kapitän), Eduard Ramonov, Viacheslav Larionov, Zaurbek Pagaev, Andrei Kuvaev, Aleksandr Kuligin                                 |
| Silber Ukraine | Kostyantyn Symashko, Igor Kosenko, Vitaliy Trushev, Yevhen Zinoviev, Taras Dutko, Anatolii Shevchyk, Oleksiy Hetun, Wolodymyr Antonjuk (Kapitän), Ivan Shkvarlo, Ivan Dotsenko, Denys Ponomaryov, Oleksandr Devlysh                                       |
| Bronze Iran    | Mehran Nikoee Majd, Moslem Khazaeipirsarabi, Ehsan Gholamhosseinpour Bousheh, Morteza Heidari, Bahman Ansari, Hashem Rastegarimobin, Sadegh Hassani Baghi, Farzad Mehri, Jasem Bakhshi, Moslem Akbari (Kapitän), Rasoul Atashafrouz, Abdolreza Karimzadeh |

## Abschlussplatzierung
| Platz | Land                   |
| ----- | ---------------------- |
| 01    | Russland               |
| 02    | Ukraine                |
| 03    | Iran                   |
| 04    | Brasilien              |
| 05    | Niederlande            |
| 06    | Argentinien            |
| 07    | Vereinigtes Königreich |
| 08    | Vereinigte Staaten     |